# Menjamel de ventre cremós
El menjamel de ventre cremós (Xanthotis flaviventer) és una espècie d'ocell de la família dels melifàgids (Meliphagidae) que habita boscos, sabanes i manglars a les illes Aru, illes Raja Ampat, Nova Guinea, Yapen, Arxipèlag D'Entrecasteaux, illes Trobriand i nord-est de Queensland.